# Stazione di Filaga
La stazione di Filaga era una stazione ferroviaria posta sulla linea Lercara-Magazzolo, e punto d'origine della linea per Palazzo Adriano. Serviva il centro abitato di Filaga, frazione del comune di Prizzi.

## Storia
La stazione, in origine denominata «Bivio Filaga» venne attivata il 12 settembre 1914, all'apertura della tratta Lercara Alta-Bivio Filaga della linea Lercara-Magazzolo.

## Strutture e impianti
La stazione era dotata allora di un grande deposito, ancora esistente.